# Manuel Deodoro da Fonseca
Manuel Deodoro da Fonseca   (Marechal Deodoro, 5 d'agost de 1827 - Barra Mansa, 23 d'agost de 1892) va ser un militar, amb grau de mariscal, i polític brasiler. Va ser al capdavant de la revolta que derrocà l'emperador Pere II i esdevingué el primer president de la República.

## Biografia
Nascut a Alagoas, en un poble que avui porta el seu nom, Fonseca feu una carrera militar, neutralitzant la rebel·lió Praieira a Pernambuco el 1848, una revolució que seguia el model de la Revolució de 1848 a Europa. També va entrar en acció durant la Guerra de la Triple Aliança (1864-1870), assolint el rang de capità, i el 1884 va ser nomenat primer mariscal de camp, i després mariscal. El seu coratge, competència militar i estil feren d'ell una figura nacional. Com a governador de Rio Grande do Sul, Fonseca freqüentava la companyia d'intel·lectuals republicans com ara Benjamin Constant o Ruy Barbosa. El 1886, avisat de què el govern imperial estava ordenant la detenció de republicans prominents, Fonseca se'n va anar a Rio de Janeiro i va posar-se al capdavant de la facció de l'exèrcit que estava a favor de l'abolició de l'esclavitud.
L'emperador Pere II havia defensat l'abolició de l'esclavitud durant dècades, havent alliberat els seus propis esclaus el 1840, però opinava que aquest procés havia de ser gradual per a no perjudicar l'economia. Durant la seva tercera regència, sa filla, Isabel, Princesa Imperial del Brasil, va abolir l'esclavitud el 1888 mitjançant la promulgació de la Llei Àuria. Els oligarques, enfurismats, van tenir un paper important en el cop d'estat que tingué lloc un any després. El prestigi de Fonseca el va posar al capdavant del cop militar que va derrocar l'emperador el 15 de novembre del 1889 i va proclamar la república.
Va estar un breu temps al capdavant del govern provisional, encarregat de convocar una assemblea constituent per a crear una nova constitució per als Estats Units del Brasil. Ben aviat, emperò, va trobar-se amb la resistència dels líders republicans civils. La seva elecció com a president, el 26 de febrer de 1891, amb una curta majoria a favor, va rebre el suport dels sectors militars. El govern de Fonseca, dividit pels conflictes polítics i personals entre el president i el seu vicepresident Floriano Peixoto, va trobar-se amb una forta oposició al Congrés Nacional, que va emprendre una tàctica d'obstaculització. Una sèrie de decrets presidencials arbitraris empresos pel president va enfortir la resistència del Congrés contra Fonseca, que va apropar-se gradualment a Peixoto. Aquesta situació va arribar al seu zenit quan Fonseca va dissoldre el Congrés Nacional i va declarar l'estat d'emergència, el 3 de novembre de 1891. Un grup de diputats va oposar-se a aquesta decisió i va trobar suport entre els alts oficials de la Marina, incloent-hi l'almirall Custódio José de Melo. El mariscal es trobà amb una guerra civil imminent. Debilitat de salut i sense suport polític, va dimitir el 23 de novembre i va passar la presidència a Floriano Peixoto.
Va morir a Rio de Janeiro el 23 d'agost de 1892.

## Honors
L'any 1939, la ciutat on va néixer, Alagoas da Lagoa do Sul (primera capital alagoana), va ser rebatejada amb el nom de Marechal Deodoro.
En virtut de la Llei Federal núm. 7919, de 1989, el Congrés Nacional del Brasil va decretar la inscripció del mariscal en el Llibre dels Herois i Heroïnes de la Pàtria, un memorial cenotàfic situat dintre del Panteó de la Pàtria i de la Llibertat Tancredo Neves de Brasília.